# Szilárd József
Szilárd József (Piszke, 1900. december 6. – Velence, 1978. július 4.) a Dorogi AC egykori elnöke, gépészmérnök.

## Életrajz
Diplomáját a Műszaki Egyetemen szerezte a fővárosban, 1928-ban. Dolgozott a MÁV-nál és a Ganz Gépgyárban, majd a Dorogi Gépgyárban, ahol 1938-tól főmérnök, 1944-től pedig gépészeti főfelügyelő. Tervezéssel és fejlesztéssel is foglalkozott. Egyik kiemelkedő műve a Dorogi Brikettgyár tervezése, amelynek felszerelését és üzembehelyezését is maga irányította. A II. világháború ideje alatt a Dorogi AC elnöke lett, ahol elődjét, Tillesch Zoltánt váltotta és a háború végéig töltötte be posztját. 1949-ben részt vett az F-típusú önjáró fejtő- és rakodópép szabadalmaztatásában. 1951-ben a Nehézipari Minisztérium gépészeti osztályvezetőjének nevezték ki. 1961-ben történt nyugdíjazásáig dolgozott hivatásában.